# Sorkwity (przystanek kolejowy)
Sorkwity – kolejowy przystanek osobowy w Sorkwitach, w województwie warmińsko-mazurskim, w Polsce. Przystanek znajduje się przy linii kolejowej z Czerwonki do Ełku.